# Epoligosita longituba
Epoligosita longituba är en stekelart som beskrevs av Lin 1990. Epoligosita longituba ingår i släktet Epoligosita och familjen hårstrimsteklar. Inga underarter finns listade i Catalogue of Life.